# Liard (rivière)
Pour les articles homonymes, voir Liard.
60° 00′ N, 123° 48′ O

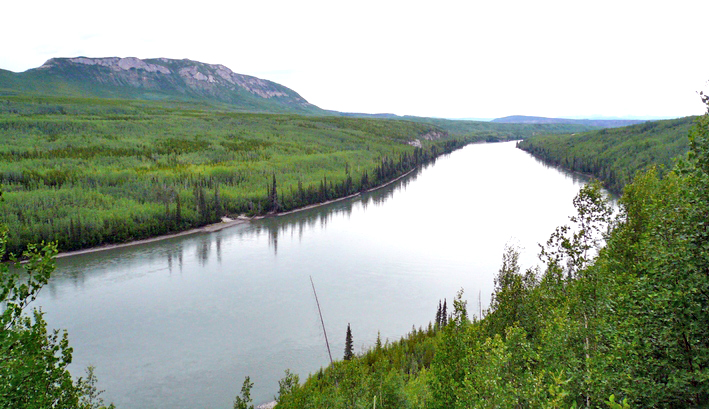
La plaine de la Liard près des sources thermales.

La rivière Liard est une rivière canadienne qui traverse le territoire du Yukon, la Colombie-Britannique et les Territoires du Nord-Ouest, au Canada. Elle s'étend sur une distance de 1 115 km.

## Géographie
Elle prend sa source dans le sud-est du territoire Yukon dans les montagnes Pelly. Elle coule vers le sud-est jusqu'au nord de la Colombie-Britannique, traverse les Rocheuses puis passe au nord-est à travers d'épaisses forêts pour se jeter dans le fleuve Mackenzie au niveau de Fort Simpson dans les territoires du Nord-Ouest. Les rivières Nahanni Sud et Fort Nelson sont ses principaux affluents. Elle est navigable jusqu'à Fort Liard, à 200 km environ de son embouchure.

## Toponyme
Son nom vient des liards, autre nom des peupliers de Virginie (populus deltoide) qui sont nombreux le long de son cours. Elle s'appelait d'ailleurs « rivière aux Liards » (en français) sur les premières cartes. Elle s'est également appelée « Courant-Fort » dans le passé.
La zone près de la rivière dans le territoire Yukon s'appelle la vallée de la rivière Liard.
La route de l'Alaska suit la rivière sur une partie de son cours.

## Affluents
Depuis la source jusqu'à l'embouchure:

### Yukon
- Prospect Creek
- Swede Creek
- Junkers Creek
- Ings River
- Old Gold Creek
- Rainbow Creek
- Dome Creek
- Quartz Creek
- Scurvy Creek
- Sayyea Creek
- Eckman Creek
- Black River
- Hasselberg Creek
- Sambo Creek
- Meister River
- Frances River
- Rancheria River
- Tom Creek
- Watson Creek
- Albert Creek
- Cormier Creek

### Colombie-Britannique(montagnes)
- Dease River
- Kloye Creek
- Trepanier Creek
- Black Angus Creek
- Hyland River
- Malcolm Creek
- Tatisno Creek
- Nustlo Creek
- Cosh Creek
- Contact Creek
- Scoby Creek
- Sandin Brook
- Tsia Creek
- Tsinitla Creek
- Tatzille Creek
- Leguil Creek
- Kechika River
- Niloil Creek
- Coal River
- Geddes Creek
- Grant Creek
- Smith River
- Lapie Creek
- Mould Creek
- Hoole Creek
- Trout River
- Deer River
- Canyon Creek
- Moule Creek
- Sulphur Creek

### Colombie-Britannique(plaines)
- Brimstone Creek
- Crusty Creek
- Grayling River
- Graybank Creek
- Toad River
- Garbutt Creek
- Lepine Creek
- Chimney Creek
- Ruthie Creek
- Scatter River
- Beaver River
- Catkin Creek
- Dunedin River
- Fort Nelson River
- Zus Creek
- Sandy Creek
- La Biche River

### Territoires du Nord-Ouest
- Big Island Creek
- Kotaneelee River
- Petitot River
- Muskeg River
- Rabbit Creek
- Flett Creek
- Beaver Water Creek
- Netla River
- Bay Creek
- Rivière Nahanni Sud
- Grainger River
- Blackstone River
- Dehdjida Creek
- Matou River
- Birch River
- Poplar River
- Manners Creek